# 瓜亞瓦爾德錫基馬

瓜亞瓦爾德錫基馬是哥倫比亞的城鎮，位於該國中部，由昆迪納馬卡省負責管轄，距離首府波哥大69公里，始建於1604年，面積63平方公里，海拔高度1,857米，2005年人口3,538。
4°53′N 74°28′W / 4.883°N 74.467°W